# Cerkiew Świętych Cyryla i Metodego w Lublanie
Cerkiew Świętych Cyryla i Metodego – prawosławna cerkiew parafialna w Lublanie, w metropolii zagrzebsko-lublańskiej Serbskiego Kościoła Prawosławnego.

## Historia
Parafia prawosławna w Lublanie powstała w 1921. 20 czerwca 1932 patriarcha serbski Barnaba poświęcił kamień węgielny pod budowę cerkwi. Świątynię zaprojektował serbski architekt Momir Korunović; w 1936 r. rozpoczęto prace budowlane. W 1940 król jugosłowiański Piotr II ufundował ikonostas dla wznoszonej cerkwi. Budowę przerwała agresja Niemiec na Jugosławię w kwietniu 1941. Po wojnie kontynuacja prac – wskutek sprzeciwu władz komunistycznych – nie była możliwa przez ponad 40 lat. Budowę wznowiono w 1986 z inicjatywy metropolity zagrzebsko-lublańskiego Jana. W ciągu kolejnych 11 lat wnętrze świątyni zostało ozdobione freskami autorstwa Dragomira Jašovicia oraz Danicy i Miša Mladenoviciów. W 2003 poświęcono cerkiewną dzwonnicę.
Ukończona świątynia została konsekrowana 23 października 2005 przez patriarchę Pawła w asyście metropolity zagrzebsko-lublańskiego Jana i innych hierarchów Serbskiego Kościoła Prawosławnego. W uroczystości wzięli udział przedstawiciele Kościoła Rzymskokatolickiego (nuncjusz apostolski w Słowenii arcybiskup Santos Abril y Castelló oraz arcybiskup Lublany Alojzij Uran), a także prezydent Słowenii Janez Drnovšek. Tego samego dnia cerkiew otrzymała w darze od Watykanu relikwie św. Atanazego Wielkiego.
Od 10 kwietnia 2010 r. cerkiew posiada status zabytku kulturowego o znaczeniu regionalnym.

## Architektura
Cerkiew została wzniesiona na planie krzyża greckiego. Jest to budowla murowana, zwieńczona pięcioma kopułami. Wnętrze świątyni zdobią m.in. ikony z 1940 r., autorstwa Mirka Šubica.